# جائزة فرنسا الكبرى 1959
جائزة فرنسا الكبرى 1959 هو سباق فورمولا 1 أقيم بتاريخ 5 يوليو 1959 في رانس، فرنسا. كان الرابع من أصل 9 في بطولة العالم لسباقات الفورمولا واحد موسم 1959. حلّ البريطاني توني بروكس أولا بينما جاء فيل هيل في المركز الثاني وحصل على المركز الثالث الأسترالي جاك برابهام.